# Дудин, Валерий Аркадьевич
Вале́рий Арка́дьевич Ду́дин (20 августа 1963, Братск, Иркутская область) — советский саночник, выступавший за сборную СССР в 1980-е годы. Бронзовый призёр зимних Олимпийских игр в Сараево, обладатель серебряной и двух бронзовых наград зимних Спартакиад, чемпион национального первенства. Защищал честь спортивного общества «Динамо», мастер спорта международного класса.

## Биография
Валерий Дудин родился 20 августа 1963 года в городе Братск, Иркутская область. Активно заниматься санным спортом начал в возрасте восемнадцати лет, когда вступил в братское спортивное общество «Динамо», два года спустя стал членом национальной сборной. Первое время выступал в обеих дисциплинах, как в двойках, так и одиночках, но впоследствии сделал выбор в пользу одноместных саней, так как здесь результаты были лучше.
Наиболее важным в карьере Дудина выдался 1984 год, он завоевал золотую медаль на чемпионате Советского Союза и удостоился права защищать честь страны на зимних Олимпийских играх в Сараево, где впоследствии выиграл бронзу, уступив только итальянцу Паулю Хильдгартнеру и соотечественнику Сергею Данилину. В 1986 году получил бронзовую награду за участие в зимней Спартакиаде народов СССР, а через год взял «серебро» на зимней Спартакиаде народов РСФСР.
Окончательно закрепившись в основном составе сборной, в 1988 году ездил соревноваться на Олимпийские игры в Калгари, однако выступить там достойно не сумел, показав в мужском одиночном разряде лишь семнадцатое время. В 1989 году окончил иркутский Государственный институт физической культуры. Последним крупным стартом для него стала зимняя Спартакиада 1990 года, где он выиграл ещё одну «бронзу», чуть позже он покинул сборную и ещё через год принял решение завершить карьеру спортсмена.  Сразу после ухода из большого спорта в 1991 году Валерий Дудин пошёл работать тренером в братскую ДЮШОР. В настоящее время - президент Федерации санного спорта Ленинградской области.